# Gerolamo Theodoli
Girolamo Theodoli (Roma, 1677 – Roma, 17 ottobre 1766) è stato un architetto e nobile italiano.

## Biografia
Nato da famiglia patrizia originaria di Forlì, marchese di San Vito e figlio di Carlo, Gerolamo Theodoli (noto anche come Girolamo) fu nominato a più riprese Conservatore del Comune di Roma. Era fratello di Flavia Theodoli Bolognetti, animatrice della vita mondana di Roma.
Autodidatta, ma influenzato dalla tradizione della sua famiglia che aveva dato architetti, si interessò fin da giovane all'architettura di Giovan Battista Contini e del suo allievo Sebastiano Cipriani. Entrò nell'Accademia dell'Arcadia, con il soprannome di Audalgo Toledermio e nell'Accademia di San Luca, prima come "accademico d'onore", il 9 giugno 1720, poi come accademico "di merito" il 6 ottobre 1726.

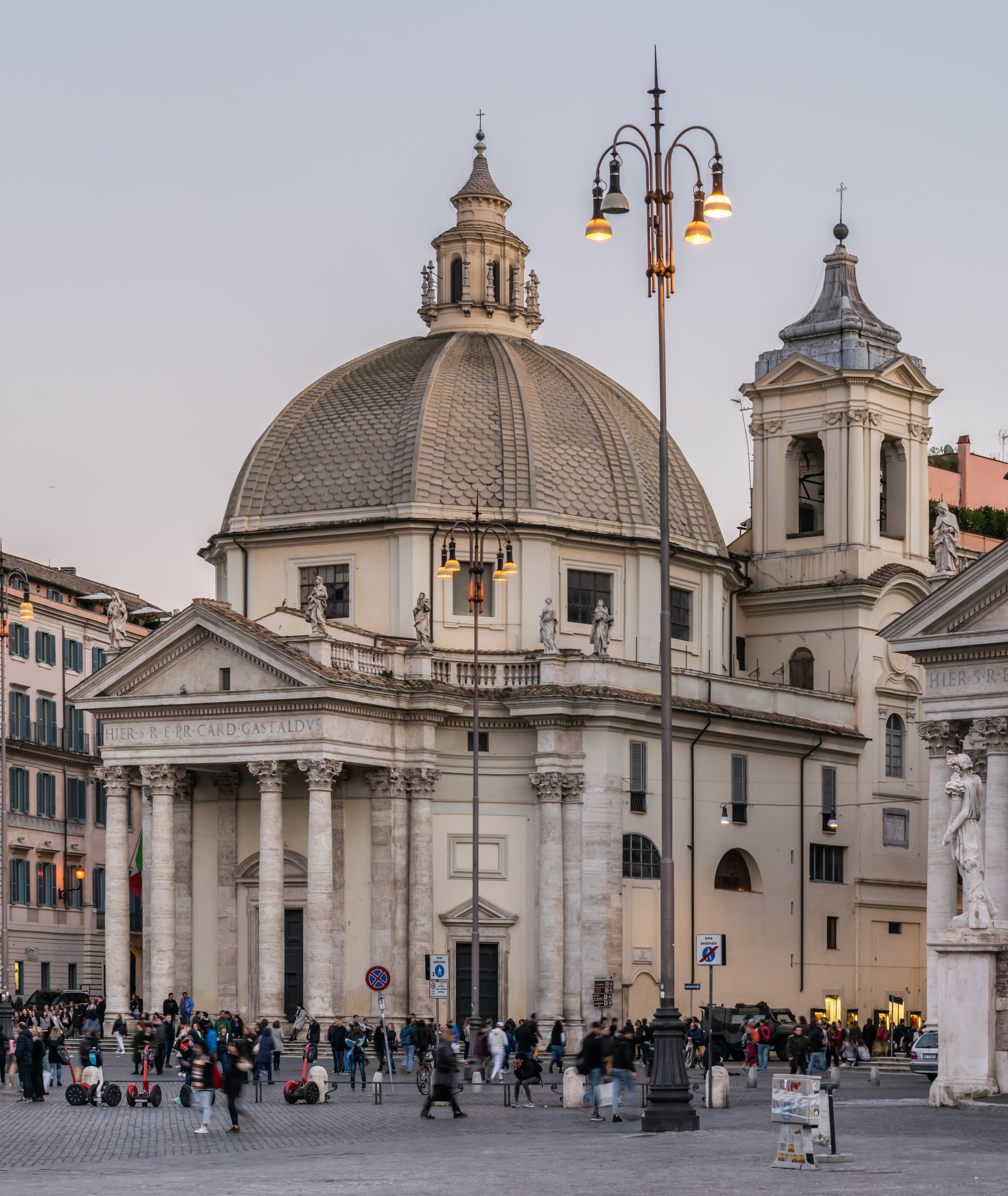
Santa Maria in Montesanto, Roma

### A Roma
Sotto il pontificato di Clemente XII Gerolamo Theodoli si occupò del restauro della Porta San Paolo e, con Alessandro Gregorio Capponi, archeologo e collezionista italiano (1683-1746), partecipò al restauro dell'Arco di Costantino.
Sono riferibili ai suoi disegni il campanile e il convento di Santa Maria dei Miracoli, 1732; il monastero e il campanile di Santa Maria in Montesanto, a piazza del Popolo, nota come chiesa degli artisti; il Teatro Argentina, costruito nel 1731-1732 per volere del duca Giuseppe Sforza Cesarini (ma la facciata è posteriore); la chiesa dei Santi Marcellino e Pietro al Laterano, in via Merulana, ultimata nel 1752 e voluta da papa Benedetto XIV e, nella chiesa di San Salvatore in Lauro, i progetti per i monumenti funebri dei cardinali Prospero Marefoschi e Raniero Felice Simonetti.

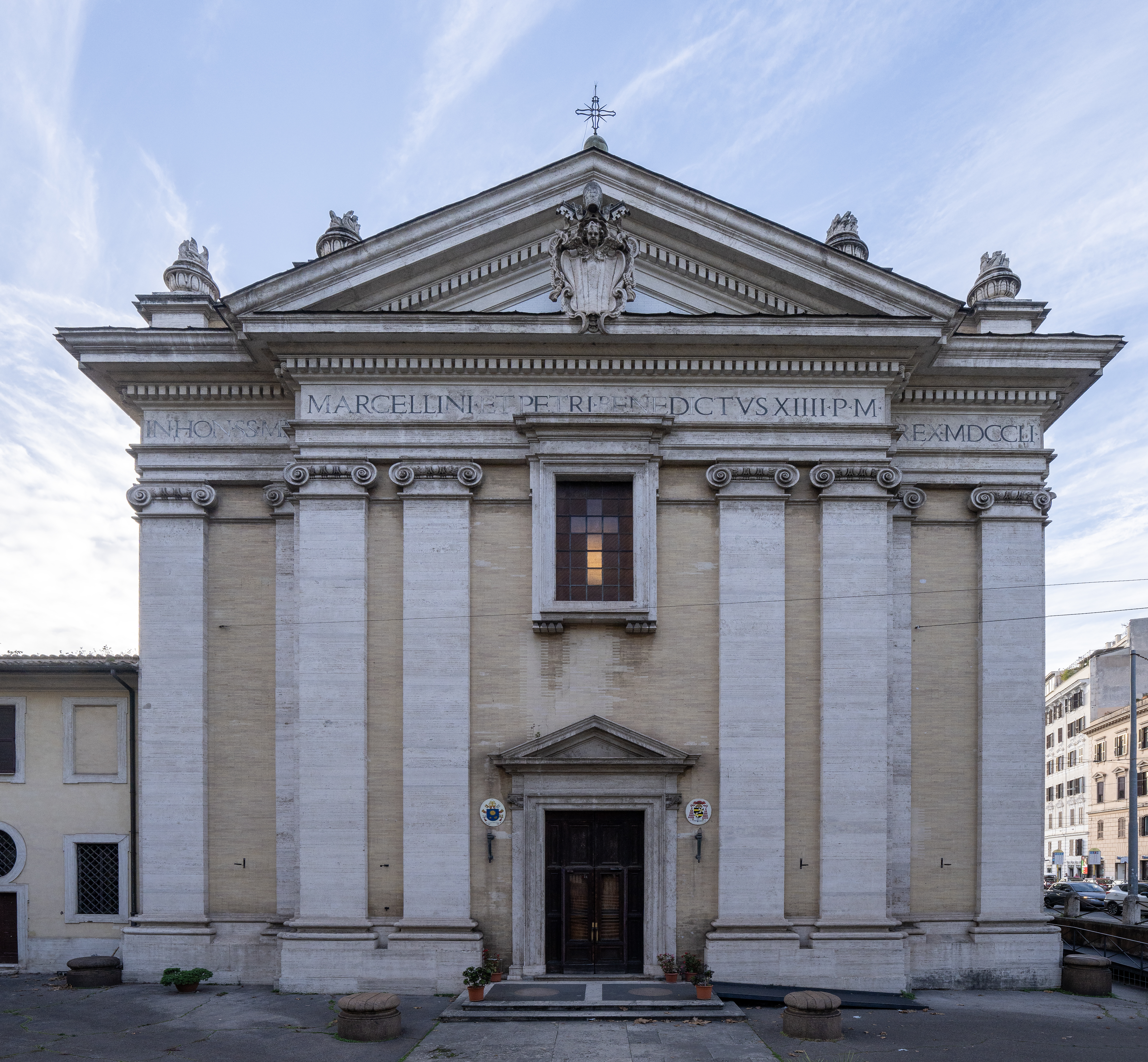
Chiesa dei Santi Marcellino e Pietro al Laterano, Roma

Disegnò apparati effimeri, come quello realizzato nella chiesa di San Marcello al Corso per una canonizzazione di S.Pellegrino Laziosi, e fu membro della Commissione per il restauro della Colonna Antonina, creata da Benedetto XIV nel 1741. La colonna era stata scoperta nei pressi di Montecitorio ed era costituita da un fusto di granito rosso, alto metri 14 e 75, sopra una base di marmo bianco, decorata con la scena dell'apoteosi di Antonino e Faustina. Danneggiata da un incendio, la colonna fu tagliata in pezzi e utilizzata per il restauro dell'obelisco di Montecitorio e per altri restauri al tempo di Pio VI. La base si trova oggi nel Cortile della Pigna, in Vaticano.

### In provincia di Roma
Il marchese Theodoli restaurò il ponte di Arci che si oltrepassa prima di arrivare a Tivoli. Nel suo feudo di Ciciliano edificò la chiesa di Santa Maria della Palla; a San Vito Romano nel 1715 realizzò il campanile della chiesa di San Biagio e nel 1735 la chiesa di San Vito e la facciata della chiesa di Santa Maria. Disegnò la chiesa parrocchiale di San Pietro a Vicovaro, realizzata nel 1755.
Gerolamo Theodoli non riceveva pagamenti per la sua opera di architetto, per questo l'attribuzione delle opere ha incontrato non poche  difficoltà: come autore del teatro Argentina si desume dalla caricatura che gli fece Pier Leone Ghezzi, datata 1739 e che oggi si conserva nella Biblioteca Apostolica Vaticana.
Rimasto celibe, non ebbe discendenza e fu l'ultimo della sua casata.
Nel suo ritratto, dipinto da Jean-François de Troy nel 1745 e conservato all'Accademia di San Luca, sono ben visibili scritti di Marco Vitruvio Pollione e di Andrea Palladio.